# انفجار در صنایع شیمیایی نارگستر سپاهان
انفجار در صنایع شیمیایی نارگستر سپاهان در ۲ خرداد ۱۴۰۰ رخ داد. این حادثه ساعت سه و ۲۶ دقیقه بامداد به مرکز اورژانس استان اصفهان گزارش شده‌است. روزنامه گاردین روز یکشنبه، دوم خرداد، محل این حریق را یک کارخانه تولید پهپاد واقع در اصفهان اعلام کرد.
این کارخانه زیرنظر «شورای امنیت ایران»، فعالیت می‌کند و «تنها مرجع» تولید و توزیع مواد نورافشانی بی‌خطر معرفی شده‌است.

## موقعیت
حادثه در شاهین شهر از توابع استان اصفهان، کیلومتر هفت جاده علویجه در صنایع شیمیایی نارگستر سپاهان رخ داد.
مجتمع صنایع شیمیایی نارگستر تحت نظارت شورای امنیت کشور فعالیت می‌کند.

## خسارت
این انفجار موجب مصدوم شدن ۹ نفر شد که برای انجام عملیات درمانی به بیمارستان گلدیس شاهین شهر منتقل شدند. برای امدادرسانی به این حادثه چهار کد اورژانس، یک اتوبوس آمبولانس و دو کد هلال احمر اعزام شده‌است.
علی‌محمد هاشمی، مدیر عامل جمعیت هلال احمر اصفهان، در اعلام جزئیاتی در باره این حریق به رسانه‌های ایران گفت که انفجار و حریق مجتمع صنایع شیمیایی در شاهین‌شهر اصفهان، به زخمی شدن ۱۵ تن منجر شد که ۹ تن آن‌ها به بیمارستان‌ها انتقال یافتند.

## علت
مدیرکل مدیریت بحران استانداری اصفهان با اشاره به اینکه صنایع شیمیایی نارگستر سپاهان ترقه و موادی از این دست می‌سازد، گفت: علت دقیق این حادثه مشخص نیست و در دست بررسی است.
سه روز پس از آن‌که نخست‌وزیر اسرائیل، حکومت ایران را متهم کرد که همزمان با عملیات در غزه، یک فروند پهپاد حامل مواد انفجاری به آسمان این کشور روانه کرده‌است، وقوع آتش‌سوزی در استان اصفهان به عنوان یک اقدام احتمالی جدید منتسب به اسرائیل، مورد توجه رسانه‌های بین‌المللی قرار گرفته‌است. رسانه‌های اسرائیل نیز گزارش این حریق را بلافاصله بازتاب دادند.
روزنامه گاردین روز یکشنبه، دوم خرداد، محل این حریق را یک کارخانه تولید پهپاد واقع در اصفهان اعلام کرده‌است. این روزنامه آتش‌سوزی در کارخانه تولید هواپیماهای بدون سرنشین درگرفته که بخشی از مجتمع متعلق به صنایع شیمیایی نارگستر سپاهان است و انواع پهپادهای نظامی، هم برای نیروهای نظامی ایران و هم برای هواداران جمهوری اسلامی در منطقه، در آن ساخته می‌شود که با نام مخفف «هِسا» شناخته می‌شود.
در رشته آتش‌سوزی‌های دیگری که به ویژه در تابستان و پاییز سال گذشته در شماری از صنایع برق، شیمیایی و پتروشیمی ایران رخ داد، برخی رسانه‌های بین‌المللی نام اسرائیل را به عنوان مظنون احتمالی مطرح کردند.